# Dolní Rybník (odbočka)
Dolní Rybník (nebo též Odb Dolní Rybník) je odbočka, která se nachází v km 60,501 dvoukolejné  trati Ústí nad Labem – Chomutov, ze které se v odbočce (v km 0,038) odděluje jednokolejná trať do Jirkova. Leží západně od obce Otvice, na stejnojmenném katastrálním území.

## Popis odbočky
Odbočka je vybavena reléovým zabezpečovacím zařízením AŽD 71, které je dálkově ovládáno pomocí systému Remote 98 výpravčím z odbočky Chomutov město pomocí rozhraní JOP. Odbočka je trvale neobsazena dopravními zaměstnanci, v případě potřeby je však možné přepnutí na místní obsluhu výpravčím ze stavědla odbočky. Zabezpečovací zařízení obsluhuje místně výpravčí ze stavědla. V odbočce jsou tři výhybky (č. 2 a 3 na spojce traťových kolejí, č. 1 odbočná směr Jirkov) s elektromotorickým přestavníkem a elektrickým ohřevem pro zimní podmínky. Odbočka je kryta pěti vjezdovými návěstidly zapojenými do RZZ: 1S a 2S od odbočky Chomutov město, 1L a 2L od Kyjic a JL od Jirkova. Jízda vlaků v přilehlých traťových úsecích hlavní dvoukolejné trati je zajištěna tříznakovým automatickým blokem. Jízda vlaků do nákladiště a zastávky Jirkov je zajištěna pomocí traťového klíče, který si obsluha vlaku vyzvedne u výpravčího odbočky Chomutov město.